# Cyathea rojasiana
Cyathea rojasiana är en ormbunkeart som beskrevs av Lehnert. Cyathea rojasiana ingår i släktet Cyathea och familjen Cyatheaceae. Inga underarter finns listade.